# Ville Tikkanen
Ville Tikkanen (Oulu, 8 agosto 1999) è un calciatore finlandese, difensore o centrocampista dell'HJK e della nazionale finlandese.

## Carriera

### Club
Cresciuto tra Tervarit e OLS, il 13 gennaio 2017 passa al SJK, con cui firma un triennale. Dopo aver rinnovato il contratto più volte nel corso degli anni, diventando anche capitano del club, il 18 novembre 2024 viene tesserato dall'HJK, con cui si lega con un biennale.

### Nazionale
Nel marzo del 2025 ha ricevuto la prima convocazione con la nazionale finlandese, in occasione delle partite di qualificazione al Mondiale 2026 contro Malta e Lituania.

## Statistiche

### Presenze e reti nei club
Statistiche aggiornate al 21 marzo 2025.
| Stagione        | Squadra         | Campionato      | Campionato | Campionato | Coppe nazionali | Coppe nazionali | Coppe nazionali | Coppe continentali | Coppe continentali | Coppe continentali | Altre coppe | Altre coppe | Altre coppe | Totale | Totale | Totale |
| Stagione        | Squadra         | Comp            | Pres       | Reti       | Comp            | Pres            | Reti            | Comp               | Pres               | Reti               | Comp        | Pres        | Reti        | Pres   | Reti   |        |
| --------------- | --------------- | --------------- | ---------- | ---------- | --------------- | --------------- | --------------- | ------------------ | ------------------ | ------------------ | ----------- | ----------- | ----------- | ------ | ------ | ------ |
| 2017            | SJK             | VL              | 0          | 0          | CF              | 2               | 0               | UEL                | 0                  | 0                  | -           | -           | -           | 2      | 0      |        |
| 2018            | SJK             | VL              | 12         | 0          | CF              | 3               | 0               | -                  | -                  | -                  | -           | -           | -           | 15     | 0      |        |
| 2019            | SJK             | VL              | 7          | 0          | CF              | 3               | 0               | -                  | -                  | -                  | -           | -           | -           | 10     | 0      |        |
| 2020            | SJK             | VL              | 14         | 0          | CF              | 2               | 0               | -                  | -                  | -                  | -           | -           | -           | 16     | 0      |        |
| 2021            | SJK             | VL              | 24         | 1          | CF              | 0               | 0               | -                  | -                  | -                  | -           | -           | -           | 24     | 1      |        |
| 2022            | SJK             | VL              | 19+1       | 1          | CF+LC           | 2+3             | 0               | UECL               | 3                  | 1                  | -           | -           | -           | 28     | 2      |        |
| 2023            | SJK             | VL              | 26+1       | 0          | CF+LC           | 0+2             | 0+1             | -                  | -                  | -                  | -           | -           | -           | 29     | 1      |        |
| 2024            | SJK             | VL              | 25+2       | 0          | CF+LC           | 4+4             | 0               | -                  | -                  | -                  | -           | -           | -           | 35     | 0      |        |
| Totale SJK      | Totale SJK      | Totale SJK      | 127+4      | 2          |                 | 25              | 1               |                    | 3                  | 1                  |             | -           | -           | 159    | 4      |        |
| 2025            | HJK             | VL              | 0          | 0          | CF+LC           | 0+4             | 0               | UCoL               | 0                  | 0                  | -           | -           | -           | 4      | 0      |        |
| Totale carriera | Totale carriera | Totale carriera | 127+4      | 2          |                 | 29              | 1               |                    | 3                  | 1                  |             | -           | -           | 163    | 4      |        |